# Leslie Mann

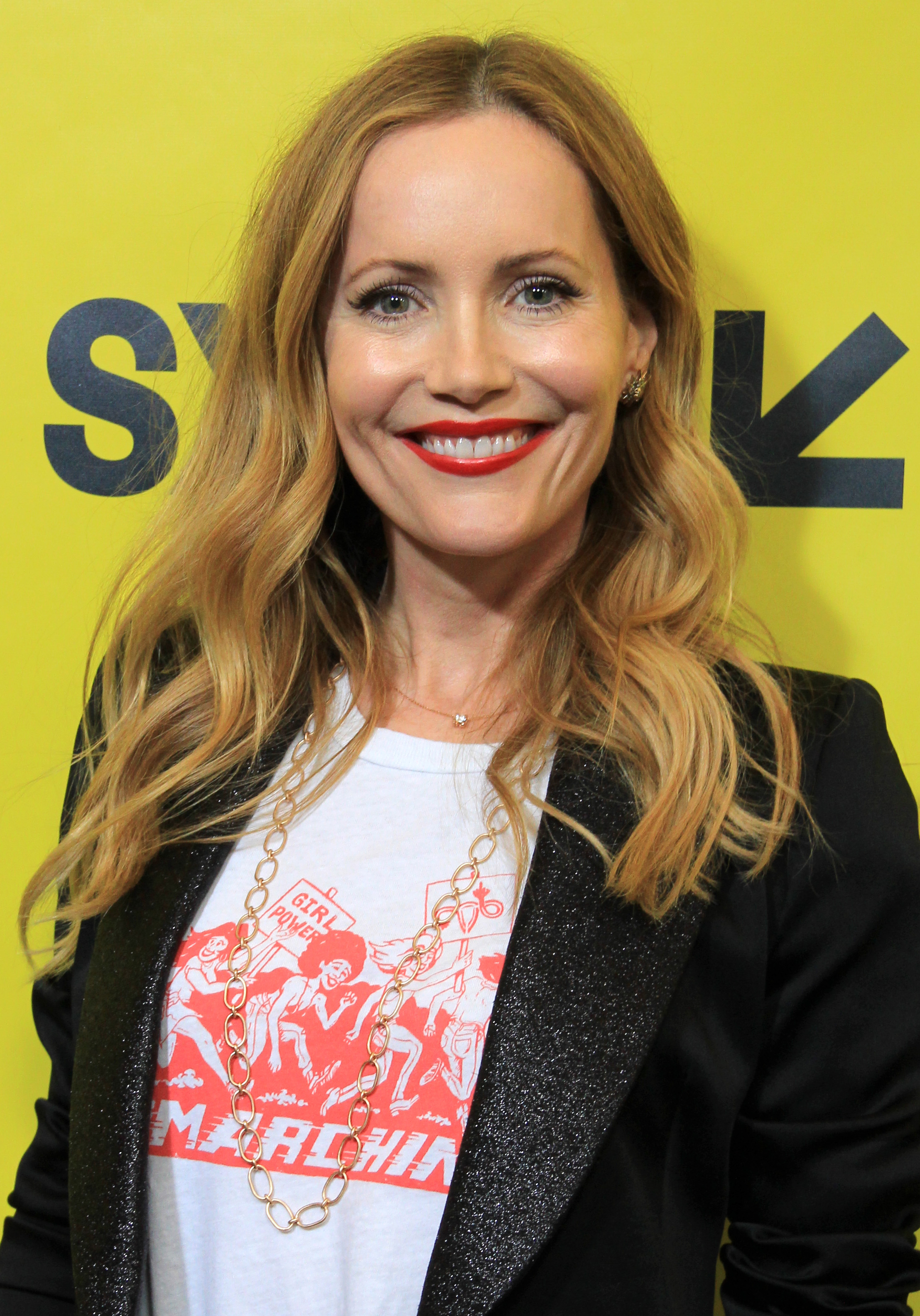
Leslie Mann (2018)

Leslie Mann (* 26. März 1972 in San Francisco, Kalifornien) ist eine US-amerikanische Schauspielerin.
Sie ist bekannt für Filme wie Die Schadenfreundinnen, Immer Ärger mit 40 und How to be Single.

## Leben und Karriere
Leslie Mann wurde 1972 in San Francisco geboren und wuchs dort auf. Ihre erste Erfahrungen vor der Kamera sammelte sie in Werbefilmen. Ihr Debüt als Schauspielerin gab sie 1991 in einer kleinen Nebenrolle in der Komödie Virgin High. In der Komödie Cable Guy – Die Nervensäge spielte sie an der Seite von Jim Carrey und Matthew Broderick eine der größeren Rollen. Um diese zu bekommen, setzte sie sich gegen 500 Konkurrentinnen durch.
In der Komödie George – Der aus dem Dschungel kam verkörperte Mann die Rolle einer den gehobenen gesellschaftlichen Kreisen entstammenden Frau, die sich in den Naturburschen George (Brendan Fraser) verliebt und ihn heiratet. In der Komödie Beim ersten Mal spielte sie die Rolle von Debbie, einer Schwester der ungewollt schwangeren Alison Scott (Katherine Heigl). 2012 spielte sie in Immer Ärger mit  40 abermals die Debbie, diesmal als Hauptrolle.
2017 wurde sie in die Academy of Motion Picture Arts and Sciences (AMPAS) aufgenommen, die jährlich die Oscars vergibt.
Leslie Mann ist seit 1997 mit dem Filmemacher Judd Apatow verheiratet und hat mit ihm zwei Kinder. Die beiden lernten sich am Filmset des Films Cable Guy – Die Nervensäge kennen..

## Filmografie (Auswahl)
- 1991: Virgin High
- 1996: Was ich Dir noch nie erzählt habe (Cosas que nunca te dije)
- 1996: Cable Guy – Die Nervensäge (The Cable Guy)
- 1996: She’s the One
- 1996: Last Man Standing
- 1997: George – Der aus dem Dschungel kam (George of the Jungle)
- 1998: Hercules (Fernsehserie, 2 Episoden, Stimme)
- 1999: Big Daddy
- 2000: Voll daneben, voll im Leben (Fernsehserie, 1 Episode)
- 2000: Timecode
- 2001: Perfume
- 2002: Nix wie raus aus Orange County (Orange County)
- 2002: Schwere Jungs (Stealing Harvard)
- 2005: Jungfrau (40), männlich, sucht … (The 40 Year Old Virgin)
- 2007: Beim ersten Mal (Knocked Up)
- 2008: Drillbit Taylor – Ein Mann für alle Unfälle (Drillbit Taylor)
- 2009: 17 Again – Back to High School (17 Again)
- 2009: Wie das Leben so spielt (Funny People)
- 2009: Das Geheimnis des Regenbogensteins (Shorts)
- 2010: I Love You Phillip Morris
- 2011: Modern Family (Fernsehserie, 1 Episode)
- 2011: Rio (Stimme von Linda Gunderson)
- 2011: Wie ausgewechselt (The Change-Up)
- 2011: Allen Gregory (Fernsehserie, 7 Episoden, Stimme)
- 2012: Immer Ärger mit 40 (This is 40)
- 2012: ParaNorman (Stimme)
- 2013: The Bling Ring
- 2014: Rio 2 – Dschungelfieber (Rio 2, Stimme von Linda Gunderson)
- 2014: Die Schadenfreundinnen (The Other Woman)
- 2015: Vacation – Wir sind die Griswolds (Vacation)
- 2016: How to Be Single
- 2016: The Comedian
- 2018: Der Sex Pakt (Blockers)
- 2018: Willkommen in Marwen (Welcome to Marwen)
- 2019: Motherless Brooklyn
- 2020: Da scheiden sich die Geister (Blithe Spirit)
- 2020: Die Croods – Alles auf Anfang (The Croods: A New Age) (Stimme)
- 2022: Cha Cha Real Smooth
- 2022: The Bubble